# Zastava Ducato
Zastava Ducato – licencyjna odmiana samochodu dostawczego marki Fiat Ducato produkowana w latach 1981 - 1994. Do napędu używano silników benzynowych oraz wysokoprężnych takich, jakie były montowane w samochodzie Fiat Ducato. Moc przenoszona była poprzez 5-biegową manualną skrzynie biegów na koła przednie. Samochód produkowano w Val di Sangro we Włoszech. Był to samochód bliźniaczy pod względem technicznym do modeli Fiat Ducato, Peugeot J5, Citroën C25, Alfa Romeo AR6 oraz Talbot Express, który produkowany był dla Wielkiej Brytanii.